# Wiki
（i/ˈwɪkiː/）是一種可通过浏览器访问并由用户协同编辑其内容的网站。沃德·坎宁安於1995年开发了最初的wiki。他将wiki定义为“一种允许一群用户用简单的描述来创建和连接一组网页的社会计算系统”。

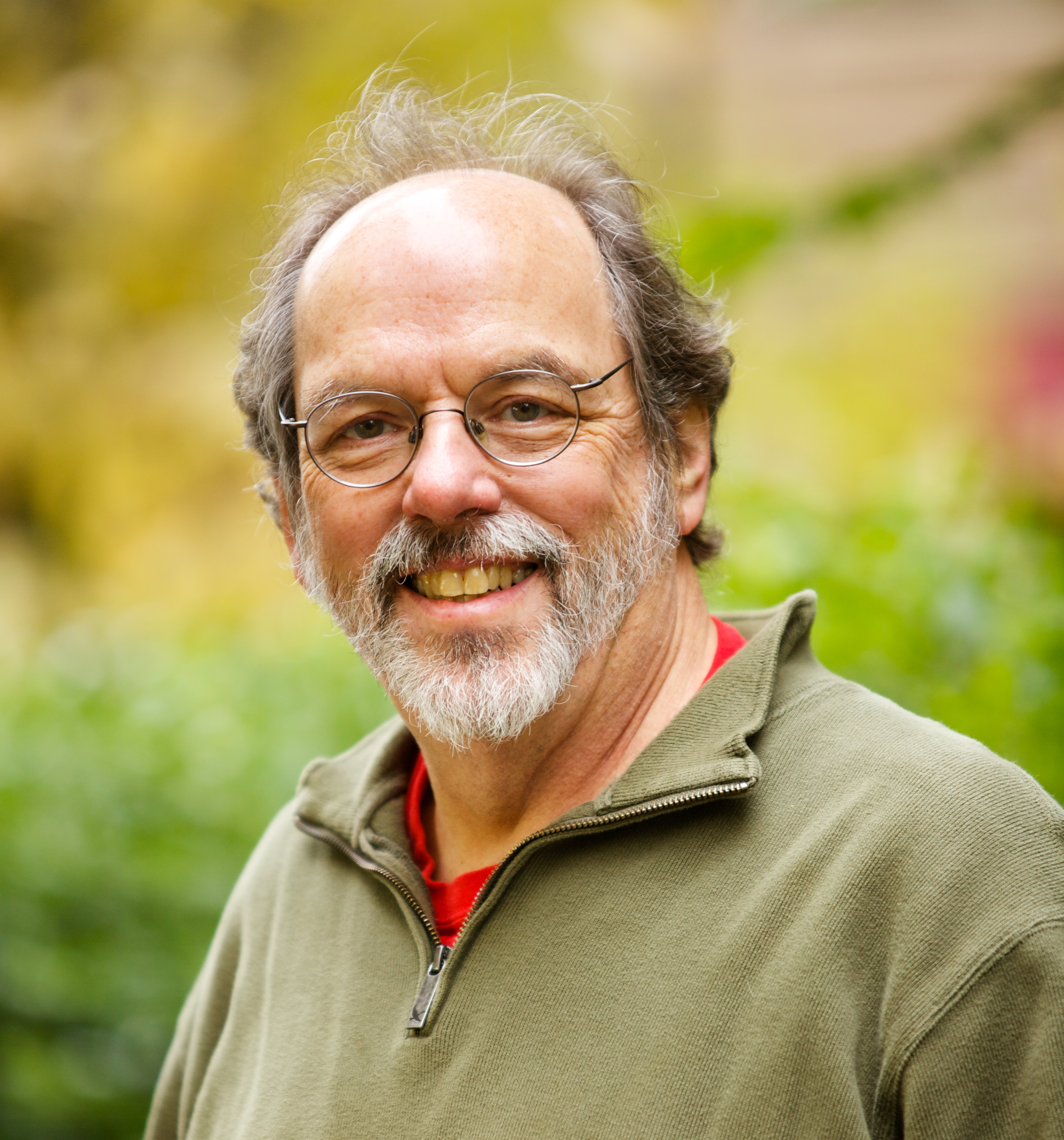
沃德·坎宁安，wiki技术的发明者

有些人認爲，wiki系統屬於一種人類知識的網路系統，讓人們可以在web的基礎上對wiki文本進行瀏覽、創建和更改，而且這種創建、更改及發佈的成本遠比HTML文本小。與此同時，wiki系統還支持那些面向社群的協同寫作，爲其提供必要的幫助。最後wiki的寫作者自然構成一個社群，wiki系統爲這個社群提供簡單的交流工具。與其它超文本系統相比，wiki有使用簡便且開放的特點，有助於在一個社群內共享某個領域的知識。

## 詞源
wiki 取自夏威夷的Wiki Wiki公車，源自夏威夷語「wiki」，本是「快速」之意。wiki的中文翻譯有維客、圍紀、快紀、共筆和維基等等，其中「維基」一詞是中文維基百科人特別爲維基百科而創，屬於维基媒体的专用术语。隨著「維基」一詞能見度增加，常被泛用爲wiki的主要音譯名。

## 歷史

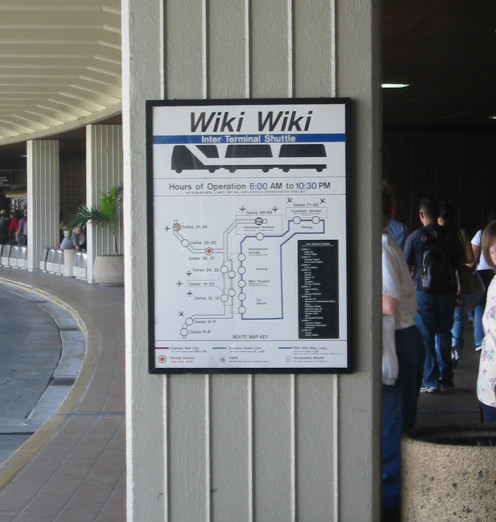
檀香山的Wiki Wiki站牌

wiki軟體由软件设计模式社群開發，用來書寫與討論模式語言。沃德·坎宁安於1995年3月25日成立第一個wiki網站：WikiWikiWeb，用來補充他自己經營的软件设计模式網站。他發明wiki這個名字以及相關概念，並且實作第一個wiki引擎。坎宁安說自己是根據檀香山的Wiki Wiki公車取名的，「wiki」在夏威夷語爲「快速」之意，這是他到檀香山學會的第一個夏威夷語，故他將「wiki-wiki」作爲「快速」的意思以避免將「這東西」取名爲「快速網」（quick-web）。
坎宁安說，wiki的構想來自他自己在1980年代晚期利用蘋果電腦HyperCard程式作出的一個小功能。HyperCard類似名片整理程式，可用來紀錄人物與相關事物。HyperCard管理許多稱為「卡片」的資料，每張卡片上都可劃分欄位、加上圖片、有樣式的文字或按鈕等等，而且這些內容都可在查閱卡片的同時修改編輯。HyperCard類似於後來的網頁，但是缺乏一些重要特徵。
坎宁安認為原來的HyperCard程式十分有用，但創造卡片與卡片之間的連結卻很困難。於是他不用HyperCard程式原本的創造連結功能，而改用「隨選搜尋」的方式自己增添了一個新的連結功能。使用者只要將連結輸入卡片上的一個特殊欄位，而這個欄位每一行都有一個按鈕。按下按鈕時如果卡片已經存在，按鈕就會帶使用者去那張卡片，否則就發出嗶聲，而繼續壓著按鈕不放，程式就會為使用者產生一張卡片。
坎宁安向他的朋友展示了這個程式和他自己寫的人事卡片，往往會有人指出卡片之中的內容不太對，他們就可當場利用HyperCard初始的功能修正內容，並利用坎宁安加入的新功能補充連結。
坎宁安後來在別處又寫了這樣的功能，而且這次他還增加了多使用者寫作功能。新功能之一是程式會在每一次任何一張卡片被更改時，自動在「最近更改」卡片上增加一個連往被更改卡片的連結。坎宁安自己常常看「最近更改」卡片，而且還會注意到空白的說明欄位會讓他想要描述一下更改的摘要。

## 特征
奥德·坎宁安和波·路夫（Bo Leuf）在《Wiki之道——網上快捷合作》一书中描述wiki概念的幾個本质特征：
- wiki允许任何用户在wiki网站内剪辑任何页面或新建页面，不需要任何额外的附加组件，只需透過普通的网页浏览器即可。

### 编辑wiki页面
wiki中用户使用很多方式来编辑。通常需要透過文本标记语言。

## 應用

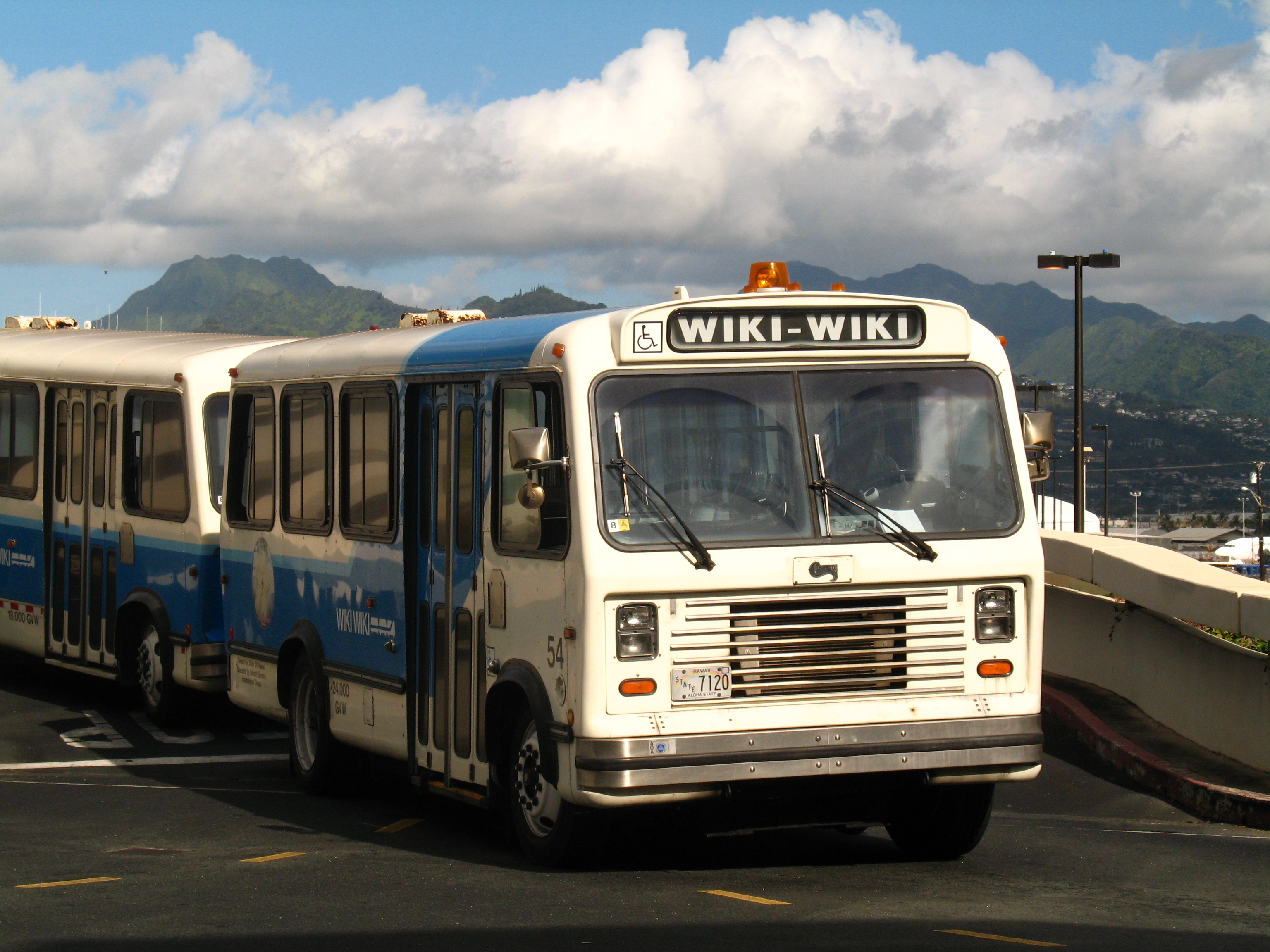
Wiki Wiki巴士

wiki在一些需要内容管理系统的企业中得到了广泛应用、JotSpot和SocialText是創wiki企业应用的先河。wiki可以在高校教育環境中發揮積極的作用，但是直到2006年，wiki应用于教育的案例在全球都比較少。wiki除了被用來建立網站外，也被用作編寫網誌。wiki在中小学教育方面，可以作为学生协助学习的平台。

## 实施
wiki软件是运行wiki的群件之统称，允许使用常见的Web浏览器建立和修改网页，被作为应用程式伺服器在多个网页服务器上運作。

## 导航
在大多数页面的文本，通常有大量的超文本链接到其他网页。大多数wiki有一个反向的功能，它显示所有链接到一个给定页面的页面。

## 认可与安全

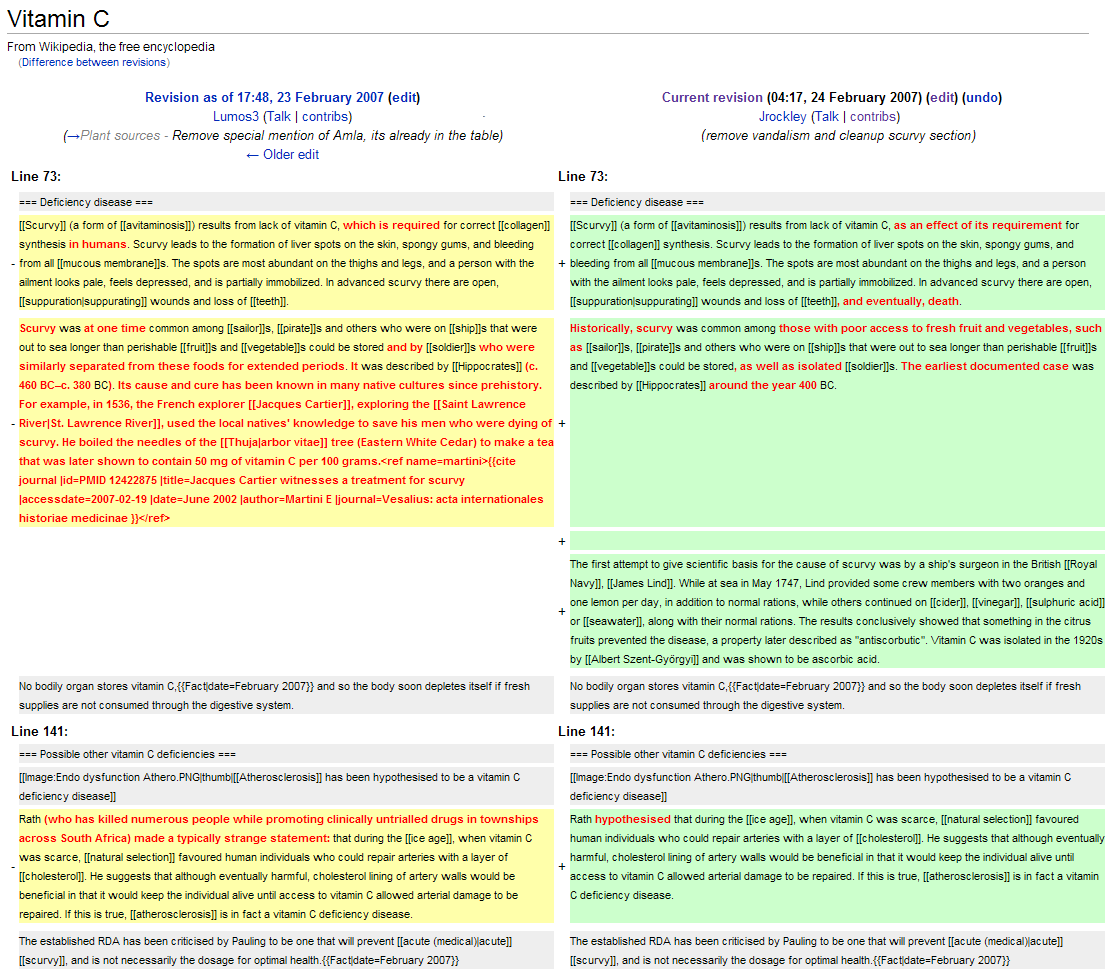
历史比较报告加亮显示页面不同版本间的变化

### 控制更改
wiki的基本設計理念是，與其避免人們犯錯，倒不如讓人們更方便地修正錯誤。因此，wiki固然相當開放，但它有一個有助檢驗最近新增頁面正確性的功能。幾乎每一個wiki網站都有的最突出的功能，就是「最近修訂」頁面——一個列出最近修訂的特殊頁面，或是一個在特定時間範圍內所做修改的列表。:20一些wiki可以對此清單作出過濾，篩去小修改或利用自動腳本所做之修改（所謂「機械人」）。:54
大部分wiki網站的頁面編修紀錄頁都擁有以下功能：可查看過去的修訂版本，亦可在任何兩個修訂版本之間進行差異對比。編輯者可以利用修訂歷史瀏覽並且恢復此條目的前一版本；顯示差異功能則能讓編輯者更容易決定是否有必要做此更改。一個普通的wiki使用者可以在「最近修訂」頁面瀏覽差異、查閱歷史、甚至恢復到先前的版本。這個過程基本上是很流暢的，具體細節則要看用的是哪款wiki軟體。:178
為了避免人們做出差劣的編輯，有些wiki引擎可以對內容編輯權限進行各種程度的限制，以確保一篇或一組條目的品質。當有人修改某個條目時，願意維護該頁面的使用者（們）會收到通知，讓他/她得以馬上對新編輯進行審查。:109
有些wiki會提供「巡邏校訂」（patrolled revisions），讓有權限的編輯者在正當（非破壞）的修訂上做標記。而「標記校訂」（flagged revisions）則是讓普通用戶無法看見尚未通過評審的修訂。

### 搜索
wiki提供至少一个标题搜索，有时是一个全文搜索。搜索的可扩展性取决于wiki引擎是否使用一个数据库。一些wiki（如PmWiki）使用文本文件。MediaWiki的第一个版本采用文本文件，但它在21世纪初被李丹尼尔克罗克改写成一个数据库应用程序。
另外有时可以对wiki使用Google等外部搜索引擎的限定网域搜索功能以获得更精确或更全面的结果。

## 规则

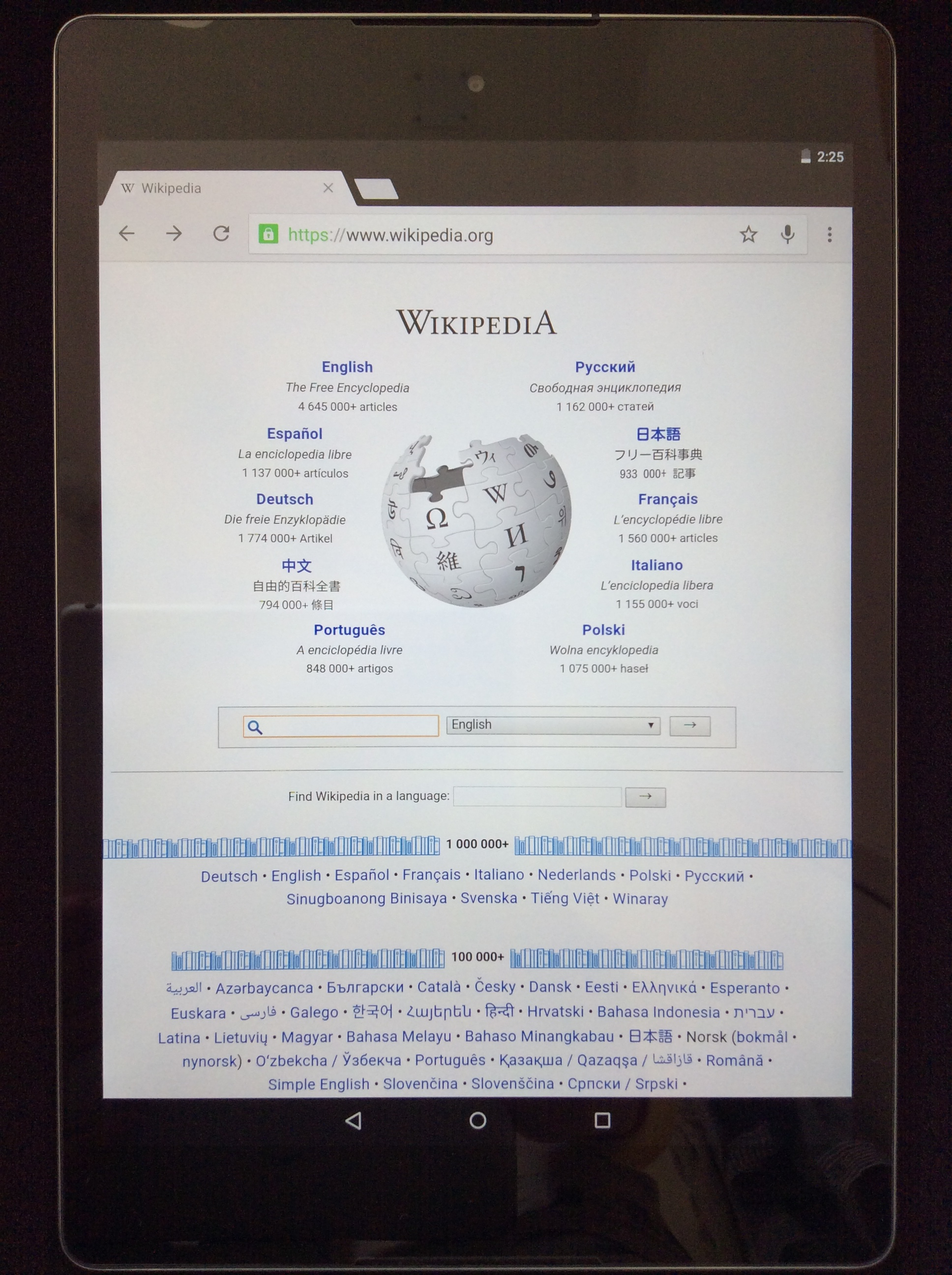
在Nexus 9上瀏覽維基百科首頁

为了保证内容的质量，大部分wiki系统或其所建立的社区都有一系列错综复杂的策略和指导方针，用以对用户的使用行为进行有一系列的规则控制。
比如维基百科总结成以下五个方面：维基百科是一部自由的百科全书；维基百科代表的是一个中立的观点；维基百科自由编辑内容；维基百科的编辑者应该以一种尊重和文明的方式互相交流；维基百科没有一成不变的规章，但不可以自由修改规则。

## 社区
有许多的wiki社区是私密的，尤其是企业的wiki。企业的wiki有可能只允许内部员工修改。

## 参閲
- 維基百科
- wiki引擎
- 內容管理系統
- 網誌
- 維基
- 维基农场
- 群件
- 知識管理
- 知識共享
- MediaWiki
- 社会性软件
- Web 2.0
- wiki软件比较

## 外部連結
英文
- WikiIndex （页面存档备份，存于），wiki技术指南
- Exploring with Wiki （页面存档备份，存于），Bill Verners对沃德·坎宁安的专访
- WikiMatrix （页面存档备份，存于），wiki软件及hosts的比较
- WikiPapers （页面存档备份，存于），发布wiki相关出版物的wiki站点
- WikiTeam，由志愿者维护的wiki存档
- Murphy, Paula (April 2006). Topsy-turvy World of Wiki. 加利福尼亚大学.
- WikiWikiWeb （页面存档备份，存于）
- Portland Pattern Repository （页面存档备份，存于）

中文
- 網絡新潮文化：Wiki不完全手冊
- 企業 wiki 軟體大探索（繁體中文） （页面存档备份，存于）

Wiki站
- 台灣棒球維基館
- 中文Fandom/Wikia站 （页面存档备份，存于），Fandom
- 使用MediaWiki軟件的中文站點列表，MediaWiki.org
- 中文wiki站 （页面存档备份，存于），圍紀實驗室
- 免費wiki服務列表 （页面存档备份，存于），圍紀實驗室
- 中文MediaWiki站列表 （页面存档备份，存于），圍紀導航